# Національна астрономічна обсерваторія Колумбії
Національна астрономічна обсерваторія Колумбії — астрономічна обсерваторія в місті  Богота, найстаріша астрономічна обсерваторія Америки. Будівництво закінчили 20 серпня 1803 року. 1975 року її оголосили Національною пам'яткою Колумбії. Зараз обсерваторія підпорядкована факультету наук Національного університету Колумбії, який пропонує магістерські та докторські програми з астрономії в Університетському місті Боготи.